# BMW R1200RT

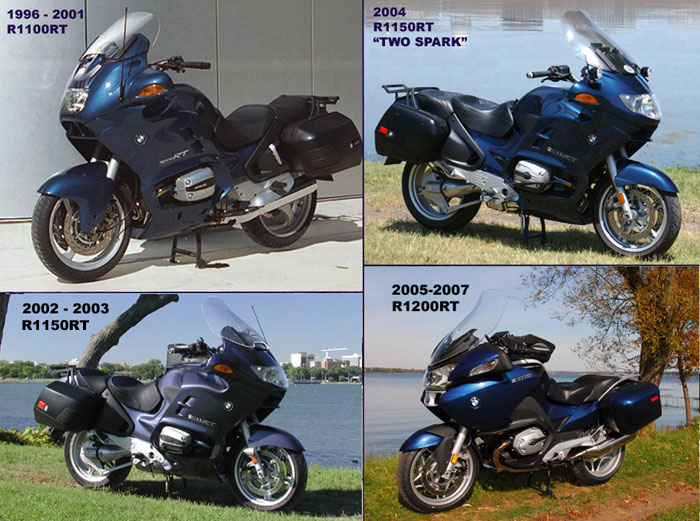
4種改款的BMW R系列

BMW R1200RT系列 是一款BMW 2005年上市的巡航機車 用以取代R1150RT系列. 具有1170cc水平對向引擎和六段變速 .
配備雙點火防震爆BMS-K引擎電子管理系統和採用兩個氧氣探測器的三重觸式催化器，0-100km/h只需3.6秒，EVO動力輔助掣動、綜合式ABS煞車系統，油缸容量27公升90km/h巡航每一百公里只需3.6公升油耗，香港售價約20萬港幣。
其特別版本被大量配置在澳洲的維多利亞州州警以及英國地方警察部隊。

## 流行文化
BMW R1200RT在2015年第一人称射击游戏（Battlefield: Hardline）中以警用摩托車之姿出現。

## 外部連結
- BMW Motorrad R1200RT web page